# 小西博行
小西博行（1936年10月19日—2022年1月23日），日本政治家，民社黨黨員，參議院議員（2期），出身於香川縣善通寺市。
畢業於高知大學農學部農藝化學科。他於1977年7月在第11屆參議院選舉的廣島縣選舉區中落選，1980年6月在第12屆參議院選舉中首次當選，1992年7月在第16屆參議院選舉中再次落選。2009年受日本政府獲頒旭日中綬章。2022年1月23日下午4時30分，因肺炎在廣島縣吳市的醫院病逝，享年85歲。